# Morinda micrantha
Morinda micrantha är en måreväxtart som beskrevs av Theodoric Valeton. Morinda micrantha ingår i släktet Morinda och familjen måreväxter. Inga underarter finns listade i Catalogue of Life.